# Giuseppe Petrocchi
Giuseppe Petrocchi (Ascoli Piceno, 19. kolovoza 1948.) talijanski je katolički prelat koji je služio kao nadbiskup L'Aquile od 2013. do 2024. godine.
Imenovan je nadbiskupom L'Aquile 8. lipnja 2013., stupio je u posjed sljedećeg mjeseca i primio palij od pape 29. lipnja 2013. u bazilici Svetog Petra. Papa Franjo je 28. lipnja 2018. nadbiskupa Petrocchija proglasio kardinalom, dodijelivši mu naslovnu crkvu San Giovanni Battista dei Fiorentini.